# 부교구장 주교
부교구장 주교(副敎區長主敎, 라틴어: Episcopus Coadjuto)는 로마 가톨릭교회의 주교직 가운데 하나로서 교구의 전반적 사목에 있어서 교구장 주교를 보필하며 .    교구 총대리로 우선 임명된다.  교구장 주교가 은퇴 또는 다른 소임으로 이동하거나 선종할 경우, 부교구장 주교가 자동적으로 교구장직을 승계받는다.  보좌주교가 다른고대의 폐쇄된 교구의 명의로 임명됨과는 달리 자신이 속한 교구의 명의를 보유한다